# Abimwa rhomboideus
Abimwa rhomboideus är en insektsart som beskrevs av Melichar 1904. Abimwa rhomboideus ingår i släktet Abimwa och familjen dvärgstritar. Inga underarter finns listade i Catalogue of Life.